# 安徽六眼幽灵
安徽六眼幽灵（学名：Spermophora anhuiensis）为幽灵蛛科六眼幽灵蛛属的动物。在中国大陆，分布于安徽等地。该物种的模式产地在安徽。